# Nelly Sachs
Leonie (Nelly) Sachs (Schöneberg, Berlijn, 10 december 1891 - Stockholm, 12 mei 1970) was een Duitse schrijfster uit de Exilliteratur. In 1966 won ze de Nobelprijs voor Literatuur.

## Leven
Sachs werd als Leonie Sachs in Schöneberg geboren uit Joodse ouders. In haar jeugd schreef ze hoofdzakelijk romantische poëzie, en in 1921 bracht ze een verhalenbundel uit. Ze werd hoofdzakelijk als dichteres bekend, wier werk één grote evocatie van dood en
vervolgingsangst is. Door toedoen van het antisemitisme in de jaren 1930, kreeg ze een publicatieverbod opgelegd; dit zorgde voor een ommezwaai in haar stijl, die tegelijk hypergevoelig en ietwat retorisch werd.
Als joodse was zij in nazi-Duitsland uiteraard niet veilig. Zij kreeg aan het begin van de Tweede Wereldoorlog in 1940 de kans naar Zweden  te ontsnappen dankzij bemiddeling van de Zweedse schrijfster Selma Lagerlöf, en schreef tussen 1940 en 1944 een verzameling gedichten die hoofdzakelijk over ballingschap en de Holocaust handelen; deze collectie werd onder de titel In den Wohnungen des Todes gepubliceerd; de 'woningen des doods' zijn een allegorie voor de concentratiekampen, waarbij rook, stof en schoorstenen een krachtige beeldspraak vormen. In 1952 werd Sachs tot Zweedse genaturaliseerd. Zij schreef ook toneelwerk.
Sachs' poëzie kreeg religieuze dimensies. Haar lyriek stond in het teken van de 'Vergangenheitsbewältigung': zij poogde in het reine te komen met het lot dat de Joden, als volk, te beurt was gevallen. Het collectieve trauma van de ballingschap en vervolging vormt een leidmotief in haar werk, en zij maakt gebruik van chassidische teksten als
voorbeeld van oude, betrouwbare waarden.
In 1966 werd Nelly Sachs, tezamen met de Israëlische schrijver Shmuel Yosef Agnon, de Nobelprijs voor Literatuur toegekend, bij wijze van erkenning van haar bijdrage aan de naoorlogse joodse literatuur, omdat zij de problematiek van de ballingschap en vervolging op pregnante wijze schildert. Zij bleef in Zweden wonen en overleed er in 1970. Er bestaat een Nelly-Sachs-Preis, die wordt uitgereikt door de stad Dortmund.

## Werken
- 1921 Legenden und Erzählungen
- 1947 In den Wohnungen des Todes
- 1949 Sternverdunkelung
- 1951 Die Leiden Israels
- 1957 Und niemand weiß weiter
- 1959 Flucht und Verwandlung
- 1961 Fahrt ins Staublose
- 1966 Glühende Rätsel
- 1966 Die Suchende
- 1971 Suche nach Lebenden
- 1971 Teile dich Nacht. Die letzten Gedichte

- Bibsys: 90211150
- Biblioteca Nacional de Chile: 000481486
- Biblioteca Nacional de España: XX1103681
- Bibliothèque nationale de France: cb12030994q (data)
- Catàleg d'autoritats de noms i títols de Catalunya: 981059289027806706
- CiNii: DA01131285
- Gemeinsame Normdatei: 118604627
- International Standard Name Identifier: 0000 0003 6864 3988
- KulturNav: 37f2c6b5-f4c5-4b50-9abd-961f7696537a
- Library of Congress Control Number: n50015227
- Nationale Bibliotheek van Letland: 000304058
- MusicBrainz: 9900f44c-e74e-49e0-8c95-30f9113f7e73
- Bibliotheek van het Japanse parlement: 00525786
- Nationale Bibliotheek van Tsjechië: jn20000810312
- Nationale bibliotheek van Australië: 35470942
- Nationale Bibliotheek van Israël: 987007267316305171
- Nationale Bibliotheek van Polen: a0000001774607
- Nationale Bibliotheek van Roemenië: 000351913
- Nationale en Universitaire bibliotheek Zagreb: 000035599
- Nederlandse Thesaurus van Auteursnamen: 068445105
- Istituto Centrale per il Catalogo Unico: RAVV016819
- LIBRIS: 207946
- SNAC: w69p6m3k
- Système universitaire de documentation: 028482867
- Trove: 225583
- Virtual International Authority File: 71406040
- WorldCat: E39PCjJqkCvTqpmcbrfK4vXHkC

1901: Prudhomme ·
1902: Mommsen ·
1903: Bjørnson ·
1904: Mistral, Echegaray ·
1905: Sienkiewicz ·
1906: Carducci ·
1907: Kipling ·
1908: Eucken ·
1909: Lagerlöf ·
1910: Heyse ·
1911: Maeterlinck ·
1912: Hauptmann ·
1913: Tagore ·
1915: Rolland ·
1916: Heidenstam ·
1917: Gjellerup, Pontoppidan ·
1919: Spitteler ·
1920: Hamsun ·
1921: France ·
1922: Benavente ·
1923: Yeats ·
1924: Reymont ·
1925: Shaw ·
1926: Deledda ·
1927: Bergson ·
1928: Undset ·
1929: Mann ·
1930: Lewis ·
1931: Karlfeldt ·
1932: Galsworthy ·
1933: Boenin ·
1934: Pirandello ·
1936: O'Neill ·
1937: Gard ·
1938: Buck ·
1939: Sillanpää ·
1944: Jensen ·
1945: Mistral ·
1946: Hesse ·
1947: Gide ·
1948: Eliot ·
1949: Faulkner ·
1950: Russell ·
1951: Lagerkvist ·
1952: Mauriac ·
1953: Churchill ·
1954: Hemingway ·
1955: Laxness ·
1956: Jiménez ·
1957: Camus ·
1958: Pasternak ·
1959: Quasimodo ·
1960: Perse ·
1961: Andrić ·
1962: Steinbeck ·
1963: Seferis ·
1964: Sartre (geweigerd) ·
1965: Sjolochov ·
1966: Agnon, Sachs ·
1967: Asturias ·
1968: Kawabata ·
1969: Beckett ·
1970: Solzjenitsyn ·
1971: Neruda ·
1972: Böll ·
1973: White ·
1974: Johnson, Martinson ·
1975: Montale ·
1976: Bellow ·
1977: Aleixandre ·
1978: Singer ·
1979: Elýtis ·
1980: Miłosz ·
1981: Canetti ·
1982: García Márquez ·
1983: Golding ·
1984: Seifert ·
1985: Simon ·
1986: Soyinka ·
1987: Brodsky ·
1988: Mahfoez ·
1989: Cela ·
1990: Paz ·
1991: Gordimer ·
1992: Walcott ·
1993: Morrison ·
1994: Oë ·
1995: Heaney ·
1996: Szymborska ·
1997: Fo ·
1998: Saramago ·
1999: Grass ·
2000: Gao ·
2001: Naipaul ·
2002: Kertész ·
2003: Coetzee ·
2004: Jelinek ·
2005: Pinter ·
2006: Pamuk ·
2007: Lessing ·
2008: Le Clézio ·
2009: Müller ·
2010: Vargas Llosa ·
2011: Tranströmer ·
2012: Mo ·
2013: Munro ·
2014: Modiano ·
2015: Aleksijevitsj ·
2016: Dylan ·
2017: Ishiguro ·
2018: Tokarczuk ·
2019: Handke ·
2020: Glück ·
2021: Gurnah ·
2022: Ernaux ·
2023: Fosse ·
2024: Kang ·